# Llista d'asteroides/204401-204500
| Nom      | Designació provisional | Data de descobriment   | Lloc de descobriment | Descobridor/s          |
| -------- | ---------------------- | ---------------------- | -------------------- | ---------------------- |
| 204401 - | 2004 TS329             | 9 d'octubre de 2004    | Kitt Peak            | Spacewatch             |
| 204402 - | 2004 UU9               | 19 d'octubre de 2004   | Socorro              | LINEAR                 |
| 204403 - | 2004 VT                | 2 de novembre de 2004  | Anderson Mesa        | LONEOS                 |
| 204404 - | 2004 VJ2               | 3 de novembre de 2004  | Palomar              | NEAT                   |
| 204405 - | 2004 VQ3               | 3 de novembre de 2004  | Kitt Peak            | Spacewatch             |
| 204406 - | 2004 VA4               | 3 de novembre de 2004  | Palomar              | NEAT                   |
| 204407 - | 2004 VT8               | 3 de novembre de 2004  | Anderson Mesa        | LONEOS                 |
| 204408 - | 2004 VT14              | 4 de novembre de 2004  | Catalina             | CSS                    |
| 204409 - | 2004 VL15              | 4 de novembre de 2004  | Needville            | J. Dellinger, D. Wells |
| 204410 - | 2004 VP31              | 3 de novembre de 2004  | Kitt Peak            | Spacewatch             |
| 204411 - | 2004 VB34              | 3 de novembre de 2004  | Kitt Peak            | Spacewatch             |
| 204412 - | 2004 VS39              | 4 de novembre de 2004  | Kitt Peak            | Spacewatch             |
| 204413 - | 2004 VH42              | 4 de novembre de 2004  | Kitt Peak            | Spacewatch             |
| 204414 - | 2004 VP44              | 4 de novembre de 2004  | Kitt Peak            | Spacewatch             |
| 204415 - | 2004 VP51              | 4 de novembre de 2004  | Kitt Peak            | Spacewatch             |
| 204416 - | 2004 VC53              | 5 de novembre de 2004  | Campo Imperatore     | CINEOS                 |
| 204417 - | 2004 VT56              | 4 de novembre de 2004  | Catalina             | CSS                    |
| 204418 - | 2004 VR57              | 7 de novembre de 2004  | Socorro              | LINEAR                 |
| 204419 - | 2004 VU61              | 5 de novembre de 2004  | Campo Imperatore     | CINEOS                 |
| 204420 - | 2004 VX62              | 7 de novembre de 2004  | Socorro              | LINEAR                 |
| 204421 - | 2004 VF63              | 10 de novembre de 2004 | Kitt Peak            | Spacewatch             |
| 204422 - | 2004 VC69              | 10 de novembre de 2004 | Kitt Peak            | Spacewatch             |
| 204423 - | 2004 VP74              | 15 de novembre de 2004 | Cordell-Lorenz       | D. T. Durig            |
| 204424 - | 2004 VR74              | 12 de novembre de 2004 | Catalina             | CSS                    |
| 204425 - | 2004 WM3               | 17 de novembre de 2004 | Campo Imperatore     | CINEOS                 |
| 204426 - | 2004 WC7               | 19 de novembre de 2004 | Socorro              | LINEAR                 |
| 204427 - | 2004 XC10              | 2 de desembre de 2004  | Palomar              | NEAT                   |
| 204428 - | 2004 XN13              | 8 de desembre de 2004  | Socorro              | LINEAR                 |
| 204429 - | 2004 XF17              | 3 de desembre de 2004  | Kitt Peak            | Spacewatch             |
| 204430 - | 2004 XA19              | 8 de desembre de 2004  | Socorro              | LINEAR                 |
| 204431 - | 2004 XW28              | 10 de desembre de 2004 | Kitt Peak            | Spacewatch             |
| 204432 - | 2004 XN41              | 11 de desembre de 2004 | Campo Imperatore     | CINEOS                 |
| 204433 - | 2004 XV44              | 11 de desembre de 2004 | Campo Imperatore     | CINEOS                 |
| 204434 - | 2004 XN48              | 10 de desembre de 2004 | Kitt Peak            | Spacewatch             |
| 204435 - | 2004 XB49              | 11 de desembre de 2004 | Socorro              | LINEAR                 |
| 204436 - | 2004 XL59              | 11 de desembre de 2004 | Kitt Peak            | Spacewatch             |
| 204437 - | 2004 XC69              | 9 de desembre de 2004  | Jarnac               | Jarnac                 |
| 204438 - | 2004 XY76              | 10 de desembre de 2004 | Socorro              | LINEAR                 |
| 204439 - | 2004 XT81              | 10 de desembre de 2004 | Kitt Peak            | Spacewatch             |
| 204440 - | 2004 XP85              | 12 de desembre de 2004 | Catalina             | CSS                    |
| 204441 - | 2004 XJ88              | 10 de desembre de 2004 | Socorro              | LINEAR                 |
| 204442 - | 2004 XW106             | 11 de desembre de 2004 | Socorro              | LINEAR                 |
| 204443 - | 2004 XB108             | 11 de desembre de 2004 | Socorro              | LINEAR                 |
| 204444 - | 2004 XG108             | 11 de desembre de 2004 | Socorro              | LINEAR                 |
| 204445 - | 2004 XA119             | 12 de desembre de 2004 | Kitt Peak            | Spacewatch             |
| 204446 - | 2004 XP119             | 12 de desembre de 2004 | Kitt Peak            | Spacewatch             |
| 204447 - | 2004 XP122             | 9 de desembre de 2004  | Kitt Peak            | Spacewatch             |
| 204448 - | 2004 XY122             | 10 de desembre de 2004 | Socorro              | LINEAR                 |
| 204449 - | 2004 XC132             | 11 de desembre de 2004 | Socorro              | LINEAR                 |
| 204450 - | 2004 XJ137             | 15 de desembre de 2004 | Socorro              | LINEAR                 |
| 204451 - | 2004 XA140             | 13 de desembre de 2004 | Kitt Peak            | Spacewatch             |
| 204452 - | 2004 XO143             | 9 de desembre de 2004  | Kitt Peak            | Spacewatch             |
| 204453 - | 2004 XD155             | 15 de desembre de 2004 | Kitt Peak            | Spacewatch             |
| 204454 - | 2004 XH171             | 10 de desembre de 2004 | Kitt Peak            | Spacewatch             |
| 204455 - | 2004 YJ6               | 18 de desembre de 2004 | Mount Lemmon         | Mount Lemmon Survey    |
| 204456 - | 2004 YJ13              | 18 de desembre de 2004 | Mount Lemmon         | Mount Lemmon Survey    |
| 204457 - | 2004 YM13              | 18 de desembre de 2004 | Mount Lemmon         | Mount Lemmon Survey    |
| 204458 - | 2004 YT14              | 18 de desembre de 2004 | Mount Lemmon         | Mount Lemmon Survey    |
| 204459 - | 2004 YB15              | 18 de desembre de 2004 | Mount Lemmon         | Mount Lemmon Survey    |
| 204460 - | 2004 YV17              | 18 de desembre de 2004 | Mount Lemmon         | Mount Lemmon Survey    |
| 204461 - | 2004 YR25              | 18 de desembre de 2004 | Mount Lemmon         | Mount Lemmon Survey    |
| 204462 - | 2004 YA30              | 16 de desembre de 2004 | Kitt Peak            | Spacewatch             |
| 204463 - | 2005 AL14              | 7 de gener de 2005     | Socorro              | LINEAR                 |
| 204464 - | 2005 AR18              | 8 de gener de 2005     | Socorro              | LINEAR                 |
| 204465 - | 2005 AX20              | 6 de gener de 2005     | Socorro              | LINEAR                 |
| 204466 - | 2005 AE22              | 6 de gener de 2005     | Socorro              | LINEAR                 |
| 204467 - | 2005 AH24              | 7 de gener de 2005     | Catalina             | CSS                    |
| 204468 - | 2005 AE25              | 8 de gener de 2005     | Campo Imperatore     | CINEOS                 |
| 204469 - | 2005 AZ25              | 11 de gener de 2005    | Socorro              | LINEAR                 |
| 204470 - | 2005 AU26              | 13 de gener de 2005    | Catalina             | CSS                    |
| 204471 - | 2005 AV31              | 11 de gener de 2005    | Socorro              | LINEAR                 |
| 204472 - | 2005 AK32              | 11 de gener de 2005    | Socorro              | LINEAR                 |
| 204473 - | 2005 AD36              | 13 de gener de 2005    | Socorro              | LINEAR                 |
| 204474 - | 2005 AV38              | 13 de gener de 2005    | Catalina             | CSS                    |
| 204475 - | 2005 AC40              | 15 de gener de 2005    | Socorro              | LINEAR                 |
| 204476 - | 2005 AG47              | 13 de gener de 2005    | Kitt Peak            | Spacewatch             |
| 204477 - | 2005 AF48              | 13 de gener de 2005    | Kitt Peak            | Spacewatch             |
| 204478 - | 2005 AS54              | 15 de gener de 2005    | Catalina             | CSS                    |
| 204479 - | 2005 AW54              | 15 de gener de 2005    | Socorro              | LINEAR                 |
| 204480 - | 2005 AP57              | 15 de gener de 2005    | Catalina             | CSS                    |
| 204481 - | 2005 AS61              | 15 de gener de 2005    | Kitt Peak            | Spacewatch             |
| 204482 - | 2005 AM67              | 13 de gener de 2005    | RAS                  | A. Lowe                |
| 204483 - | 2005 AZ67              | 13 de gener de 2005    | Kitt Peak            | Spacewatch             |
| 204484 - | 2005 AB76              | 15 de gener de 2005    | Anderson Mesa        | LONEOS                 |
| 204485 - | 2005 AU77              | 15 de gener de 2005    | Kitt Peak            | Spacewatch             |
| 204486 - | 2005 AE78              | 15 de gener de 2005    | Kitt Peak            | Spacewatch             |
| 204487 - | 2005 BJ4               | 16 de gener de 2005    | Kitt Peak            | Spacewatch             |
| 204488 - | 2005 BB10              | 16 de gener de 2005    | Socorro              | LINEAR                 |
| 204489 - | 2005 BL13              | 17 de gener de 2005    | Kitt Peak            | Spacewatch             |
| 204490 - | 2005 BO22              | 16 de gener de 2005    | Kitt Peak            | Spacewatch             |
| 204491 - | 2005 BR28              | 31 de gener de 2005    | Palomar              | NEAT                   |
| 204492 - | 2005 BG29              | 31 de gener de 2005    | Goodricke-Pigott     | R. A. Tucker           |
| 204493 - | 2005 CJ1               | 1 de febrer de 2005    | Catalina             | CSS                    |
| 204494 - | 2005 CN2               | 1 de febrer de 2005    | Catalina             | CSS                    |
| 204495 - | 2005 CC3               | 1 de febrer de 2005    | Catalina             | CSS                    |
| 204496 - | 2005 CH4               | 1 de febrer de 2005    | Kitt Peak            | Spacewatch             |
| 204497 - | 2005 CP16              | 2 de febrer de 2005    | Socorro              | LINEAR                 |
| 204498 - | 2005 CM19              | 2 de febrer de 2005    | Catalina             | CSS                    |
| 204499 - | 2005 CB27              | 1 de febrer de 2005    | Kitt Peak            | Spacewatch             |
| 204500 - | 2005 CK27              | 2 de febrer de 2005    | Socorro              | LINEAR                 |